# Live in Concert with the Edmonton Symphony Orchestra
Live in Concert with the Edmonton Symphony Orchestra – album koncertowy angielskiego zespołu rockowego Procol Harum, zarejestrowany 18 listopada 1971 roku w Northern Alberta Jubilee Auditorium w kanadyjskim mieście Edmonton przy współudziale tamtejszej orkiestry symfonicznej i chóru Da Camera Singers, wydany w roku 1972 przez wytwórnie Chrysalis (Wielka Brytania) i A&M (Stany Zjednoczone).

## Lista utworów
Opracowano na podstawie materiału źródłowego.
Wydanie LP:
Strona A
| Nr | Tytuł utworu        | Słowa      | Muzyka       | Długość |
| -- | ------------------- | ---------- | ------------ | ------- |
| 1. | „Conquistador”      | Keith Reid | Gary Brooker | 5:01    |
| 2. | „Whaling Stories”   | Keith Reid | Gary Brooker | 7:42    |
| 3. | „A Salty Dog”       | Keith Reid | Gary Brooker | 5:34    |
| 4. | „All This and More” | Keith Reid | Gary Brooker | 4:29    |
|    |                     |            |              | 22:46   |

Strona B
| Nr | Tytuł utworu | Słowa      | Muzyka                       | Długość |
| -- | --- | ---------- | ---------------------------- | ------- |
| 1. | „In Held Twas in I - a) Glimpses of Nirvana - b) ‘Twas Teatime at the Circus - c) In the Autumn of My Madness - d) Look to Your Soul - e) Grand Finale” | Keith Reid | Gary Brooker, Matthew Fisher | 19:08   |
|    | |            |                              | 19:08   |

## Twórcy
Opracowano na podstawie materiału źródłowego.
Muzycy:
- Gary Brooker – śpiew, fortepian, orkiestracja
- Chris Copping – organy Hammonda, klawesyn
- Dave Ball – gitara
- Alan Cartwright – gitara basowa
- B. J. Wilson – perkusja
- Keith Reid – teksty

Dodatkowi muzycy:
- Edmonton Symphony Orchestra – orkiestra symfoniczna (dyrygent – Lawrence Leonard)
- Da Camera Singers – chór

Produkcja:
- Chris Thomas – produkcja muzyczna
- Wally Heider, Ray Thompson – inżynieria dźwięku
- John Punter – miksowanie
- Bruce Meek – projekt oprawy graficznej